# Cosmologia del plasma

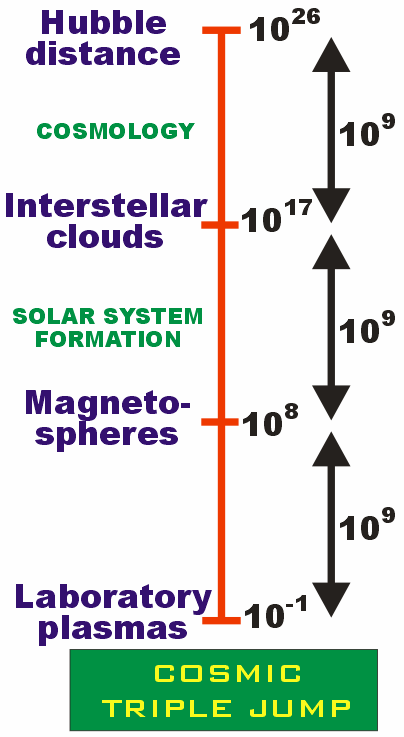
Hannes Alfvén usò i risultati di laboratorio sull'invarianza di scala del plasma per estrapolare le dimensioni della struttura a grande scala dell'universo.

La cosmologia del plasma, o teoria dell'ambiplasma o cosmologia di Alfvén-Klein, molto spesso riconosciuta più semplicemente come la teoria dell'universo elettrico, è un modello cosmologico proposto dagli anni '60 in poi dal premio Nobel per la fisica Hannes Alfvén, assieme a Oskar Klein e Carl-Gunne Fälthammar, la cui caratteristica principale è l'affermazione che, nella struttura a grande scala dell'universo, i fenomeni di natura elettromagnetica giocano un ruolo altrettanto importante di quello della gravitazione; è un modello di cosmologia non standard, alternativo al modello standard del Big Bang.
L'universo, in questa teoria chiamato anche metagalassia, sarebbe eterno, e si genererebbero sempre nuove stelle al posto di quelle esaurite. Il plasma è composto da materia (protoni, neutroni ed elettroni) ed energia (principalmente fotoni, la particella della luce, che funge da mediatore della forza elettromagnetica) altamente ionizzate. Utilizzando la simmetria materia-antimateria come punto di partenza, Alfvén ha suggerito che, dal fatto che la maggior parte dell'universo locale è composto da materia e non da antimateria, potrebbero esserci grosse bolle di materia e antimateria che globalmente si bilanciano (in ciò che egli definiva un "ambiplasma").
Pochi documenti sulla cosmologia del plasma sono stati pubblicati su riviste importanti fino agli anni 1990. Nel 1991, Eric J. Lerner, un ricercatore indipendente in fisica del plasma e fusione nucleare, ha scritto un libro divulgativo di supporto alla cosmologia del plasma dal titolo Il Big Bang non c'è mai stato.
Si presume esplicitamente che la materia e l'energia siano sempre esistite, o almeno che la materia si sia formata in un periodo così lontano nel passato da essere per sempre al di là dei metodi empirici di indagine dell'umanità. Mentre la cosmologia del plasma non ha mai avuto il sostegno della maggior parte degli astronomi o fisici, un piccolo numero di ricercatori del plasma hanno continuato a promuovere e sviluppare l'approccio, e a pubblicare “Transactions on Plasma Science” in numeri speciali dell'Institute of Electrical and Electronics Engineers (IEEE).

Le difficoltà di questo modello furono ben presto evidenti. L'annichilazione materia-antimateria emerge nella produzione di fotoni ad alta energia che tuttavia non sono stati rilevati. Il Big Bang, se accettato, sarebbe solo uno di questi scontri. Come la teoria dello stato stazionario, la cosmologia del plasma implica un forte principio cosmologico perfetto, che presuppone che l'universo sia isotropo e omogeneo nel tempo e nello spazio, e come la teoria del multiverso (inflazione eterna, teoria M) afferma che il Big Bang sia solo una parte della "creazione" o dell'espansione della materia e dello spazio infinito pre-esistente (non un universo intero ma in una parte dell'universo osservabile), avvenuta non 13,8 miliardi di anni fa, ma in un'epoca più antica, risolvendo anche il problema della sintonia fine. 
(Oskar Klein)

## Teoria
L'idea è basata su alcuni assiomi. Siccome l'universo è costituito per la maggior parte di plasma (materia ionizzata nelle stelle e nel mezzo interstellare) e poiché la forza elettromagnetica risulta essere molto più intensa di quella gravitazionale, sembra difficile poter trascurare l'effetto del plasma su scale cosmologiche.
Alfven dimostrò l'influsso del campo magnetico nella formazione del sistema solare e la presenza di un campo magnetico galattico, diverso dalla sovrapposizione dei campi magnetici delle stelle.

### Opposizione al Big Bang
A partire da questi risultati, alcuni scettici del Big Bang hanno visto delle possibilità di confutarlo sulla base di alcuni risultati osservativi:
- la presenza di superammassi di galassie che, se formate solo per gravità, avrebbero impiegato più dell'età dell'universo proposta dalla teoria del Big Bang
- la densità troppo bassa della materia visibile, che non spiega la struttura dell'universo stesso, e quindi l'introduzione della materia oscura e poi dell'energia oscura (per spiegare l'universo in accelerazione)

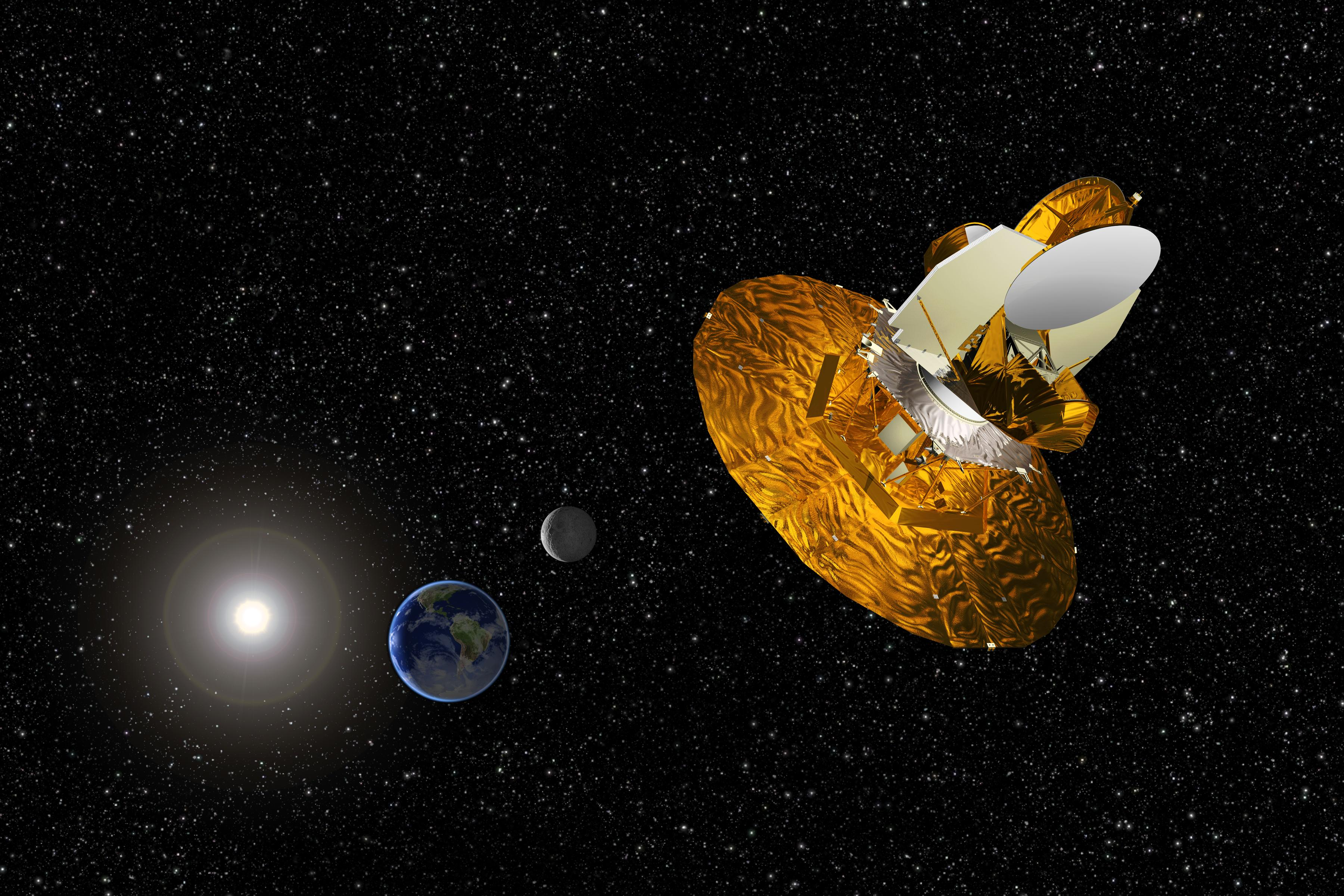
Rappresentazione artistica del satellite WMAP. I dati raccolti sono stati usati con successo per parametrizzare le caratteristiche della cosmologia standard, ma non è ancora stata realizzata un'analisi completa dei dati nell'ambito di cosmologie non-standard, come la cosmologia del plasma. Questa è una delle critiche mosse dai sostenitori.

Con la teoria del plasma l'universo non ha alcuna origine, ma è continuamente in evoluzione e viene caratterizzato da fenomeni dovuti alla collisione di materia e antimateria, ma sempre all'interno di un quadro generale statico, per cui il Big Bang non sarebbe l'origine dell'universo ma solo una di queste esplosioni, particolarmente potente; oltre alla gravità, vi sarebbero le correnti elettriche e i campi magnetici a caratterizzare le strutture su larga scala, fornendo le forze necessarie che sarebbero spiegabili solo con la materia oscura. Essa cerca di superare sia la relatività generale sia la meccanica quantistica (come utilizzate nella cosmologia mainstream attuale).

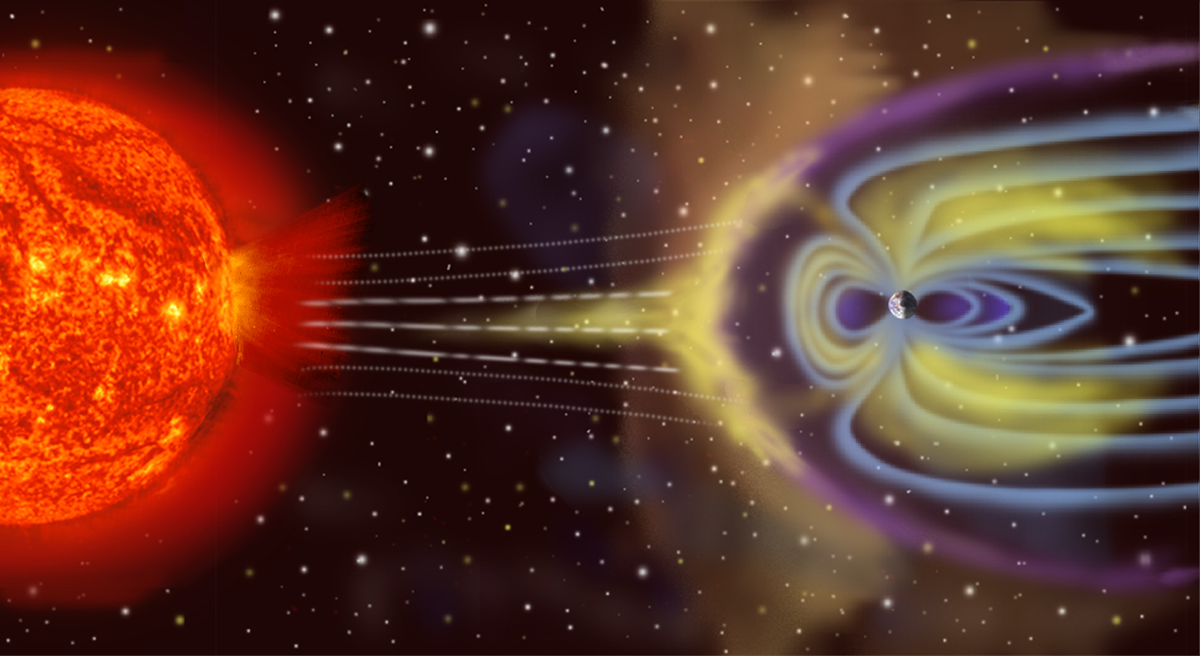
Magnetosfera terrestre e Sole. La cosmologia del plasma sostiene che la forza elettromagnetica sia importante quanto la gravità per spiegare l'universo.

Alfvén postulò che l'universo fosse sempre esistito seguendo l'argomento della casualità e della probabilità di sviluppo di un mondo perfetto nelle sue leggi fisiche, essendo infinito nel tempo; egli rigettò ogni modello di nascita ex nihilo come il Big Bang veniva presentato da alcuni, considerandolo una forma velata di creazionismo (tale critica era diffusa nel mondo accademico anglosassone, a cominciare da Fred Hoyle).
La cosmologia del plasma ha attratto alcuni materialisti che non condividevano la teoria standard di un universo finito, anche per questo motivo. Nonostante queste obiezioni al Big Bang siano state superate con nuove teorie (molti cosmologi standard, come Lawrence Krauss, sono essi stessi materialisti), i sostenitori di questa cosmologia sostengono che essa possa spiegare meglio i fenomeni rispetto al modello standard. 
Vari sostenitori delle cosmologie non standard, tra cui i fisici del plasma Eric Lerner e Anthony Peratt, hanno promosso una lettera aperta nel 2004, in cui si contesta che oggi, virtualmente tutte le risorse finanziarie e sperimentali sono spese negli studi sul Big Bang...[che] impedisce il prosieguo di un dibattito e l'impossibilità di una ricerca alternativa. Accusano i cosmologi standard di modificare la teoria quando le osservazioni la contraddicono. La cosmologia del plasma non è tuttora una teoria scientifica ampiamente accettata (a differenza della semplice fisica del plasma, su cui si basa), e anche i suoi sostenitori sono d'accordo che le spiegazioni fornite sono meno dettagliate di quelle della cosmologia convenzionale. Secondo molti di essi il suo sviluppo sperimentale è stato ostacolato, così come quello di altre alternative alla cosmologia standard (come quelle cadute in disuso), tramite l'assegnazione esclusiva di finanziamenti governativi alla ricerca della sola cosmologia convenzionale e fisica teorica basata sulla sola relatività e sulla quantistica, per cui i cosmologi del plasma hanno dovuto quasi sempre avvalersi di soli finanziamenti privati e più esigui, e minor pubblicizzazioni delle loro teorie. La maggior parte dei cosmologi convenzionali sostengono che questo pregiudizio nell'assegnazione è dovuto alla grande quantità di evidenze osservative dettagliate che convalida la teoria standard (modello Lambda-CDM), in maniera più semplice.
Secondo il modello standard, dopo il Big Bang sarebbe avvenuta una collisione di materia (maggioritaria) e antimateria, per cui l'antimateria è scomparsa quasi del tutto, mentre nella cosmologia del plasma le annichilazioni sono periodiche.

### Caratteristiche dell'universo del plasma

#### Ambiplasma ed effetti magnetici

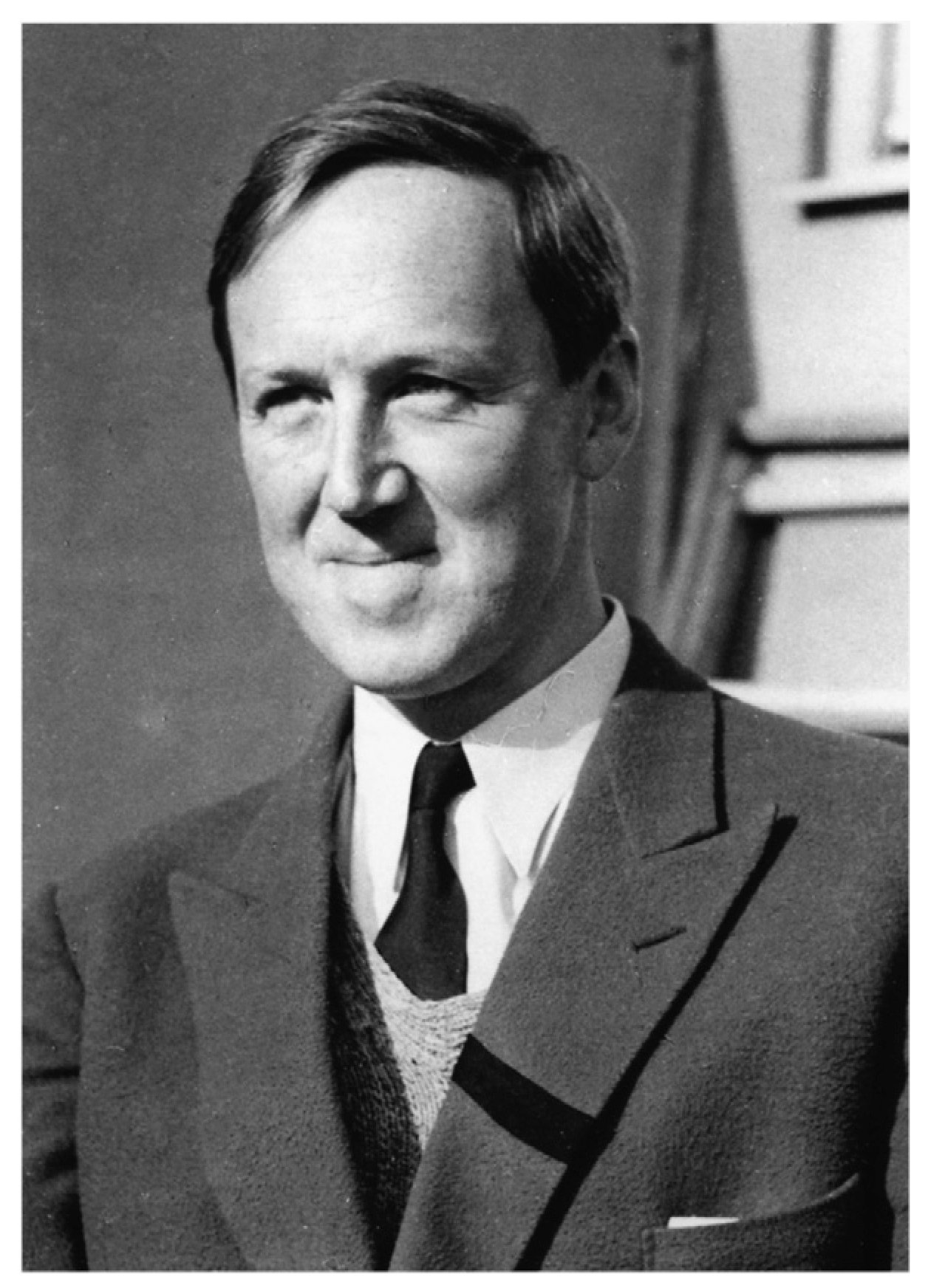
Hannes Alfvén

Secondo la chimica atomistica e la fisica nucleare esistono diverse particelle subatomiche. Le particelle classiche sono tre: protone (massa caricata positivamente); elettrone (massa minima e caricata negativamente); neutrone (massa senza carica). Esistono poi le antiparticelle, caricate in maniera opposta: antiprotone, positrone o antielettrone e antineutrone.  Le particelle subatomiche, assieme ai fotoni (senza massa) costituiscono la materia allo stato di plasma cioè materia ionizzata, con cariche libere, le antiparticelle costituiscono l'antimateria allo stato di antiplasma, di qui il termine ambiplasma che li comprende entrambi. Quando collidono si verifica l'annichilazione e il rilascio di grande quantità di energia. Secondo la cosmologia del plasma, queste collisioni avvengono localmente in maniera costante in certe zone dell'universo e, raramente, su grande scala come avvenuto col Big Bang stesso. Da questo ambiplasma o materia duale, si genera energia che in seguito darà vita a nuova materia e nuova antimateria. Uno dei più grandi scontri può essere paragonato al Big Bang: da esso è rimasto un piccolo strato isolante che avrebbe originato l'universo.
Se esistessero grandi quantità di antimateria tuttora presenti, dovrebbero però osservarsi grandi flussi di raggi gamma, a meno che non ci siano ammassi interi di antimateria, che dovrebbero però essersi potute separare dal loro substrato di materia.
Secondo Eric J. Lerner, solo alcune galassie (tra cui alcuni nuclei galattici attivi e relativi quasar) presentano ambiplasma, mentre generalmente materia e antimateria restano separate.
Secondo Alfvén, tale ambiplasma sarebbe relativamente di lunga durata, e le particelle e antiparticelle che lo compongono sarebbero troppo calde e troppo a bassa densità per annientarsi rapidamente. I doppi strati agiranno per respingere nubi di tipo opposto, ma combinano le nuvole dello stesso tipo, creando sempre più grandi regioni di materia e antimateria. L'idea di ambiplasma è stata sviluppata ulteriormente nelle forme di ambiplasma pesanti (protoni-antiprotoni) e ambiplasma leggeri (elettroni-positroni).
La cosmologia di Alfven venne proposta per spiegare innanzitutto l'asimmetria barionica nell'universo, a partire da una condizione iniziale di esatta simmetria tra materia e antimateria. Secondo Alfvén e Klein, l'ambiplasma naturalmente forma sacche o bolle di materia e bolle di antimateria che potrebbero espandersi verso l'esterno tramite l'annichilazione tra materia e antimateria, verificata nel doppio strato ai confini. Essi conclusero che la Via Lattea si trova in una bolla molto più barionica piuttosto che antibarionica, spiegando l'asimmetria dell'universo osservabile (sarebbe presente comunque anche plasma di antimateria osservabile, seppur di bassa densità rispetto alla materia, visto che non ci sono grandi annichilazioni che sarebbero distruttive; sul Sole è stato ipotizzato, in seguito a osservazioni, che esista circa 0,5 kg di antimateria). La cosmologia del plasma accetta quindi il principio cosmologico perfetto e rifiuta il principio copernicano, sostenendo che il sistema solare si trova in una posizione particolare di osservazione.
Anche la radiazione cosmica di fondo sarebbe un residuo dell'annichilazione (non diversamente dal modello del Big Bang, ma con alcune fondamentali differenze, tra cui la presenza delle due plasmi caricati in maniera opposta), ma sarebbe alimentata anche da flussi derivanti da piccole annichilazioni, che avvengono specialmente nelle radiogalassie e nelle varie radiosorgenti.
Per Alfven, la cosmologia doveva basarsi solo sulle osservazioni dirette, dato che i fenomeni che avvengono nell'universo sono sempre gli stessi, nel tempo e nello spazio. Egli mise alla base della sua cosmologia anche la magnetoidrodinamica o magnetofluidodinamica (MHD).
Nell'universo le correnti elettromagnetiche sono prodotte dai campi magnetici estremamente potenti presenti (brillamenti nel sistema solare, campo galattico nelle galassie, campi magnetici intergalattici e campi elettrici nell'universo, radiosorgenti). Il plasma comporrebbe quindi il 99 % dell'universo. Anche il movimento dei corpi celesti come i pianeti è influenzato non solo dalla gravità, ma anche dai campi elettromagnetici, come osservato in anni recenti.

#### Filamenti e strutture galattiche
Il comportamento del plasma è lo stesso ovunque; inizialmente, egli studiò le aurore boreali, osservando che i campi elettromagnetici possono concentrare la materia molto più della gravità poiché le correnti producono dei filamenti di plasma che si muovono lungo le linee di un campo magnetico. 

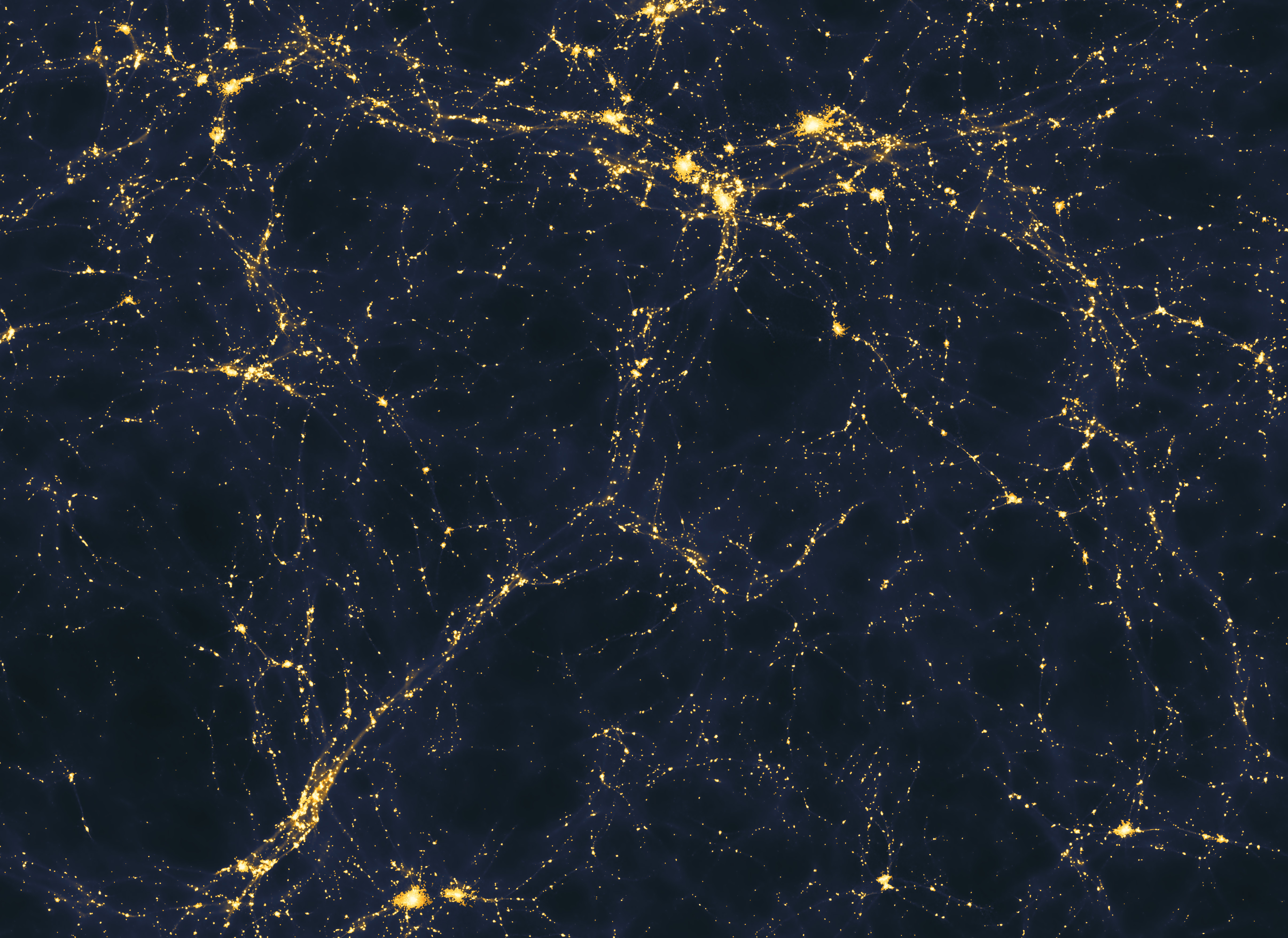
Filamenti cosmici

Al centro del filamento gli elettroni fluiscono in linea retta, generando un campo magnetico nel quale si muovono gli elettroni periferici, che a loro volta generano un altro campo. Il risultato finale è un moto elicoidale che "strizza" il filamento.
In tempi sufficientemente lunghi possono aver formato tutte le strutture dell'universo, che si concentrano appunto lungo grandi filamenti, tra le strutture più grandi del cosmo. Nel modello standard dell'evoluzione dell'universo, i filamenti galattici si dispongono e seguono la ragnatela di stringhe della materia oscura (quindi la sola gravità), mentre le strutture più piccole seguno magnetismo e gravità. Nella cosmologia del plasma i filamenti seguono invece le linee dei campi elettromagnetici dell'universo e non solo la gravitazione.

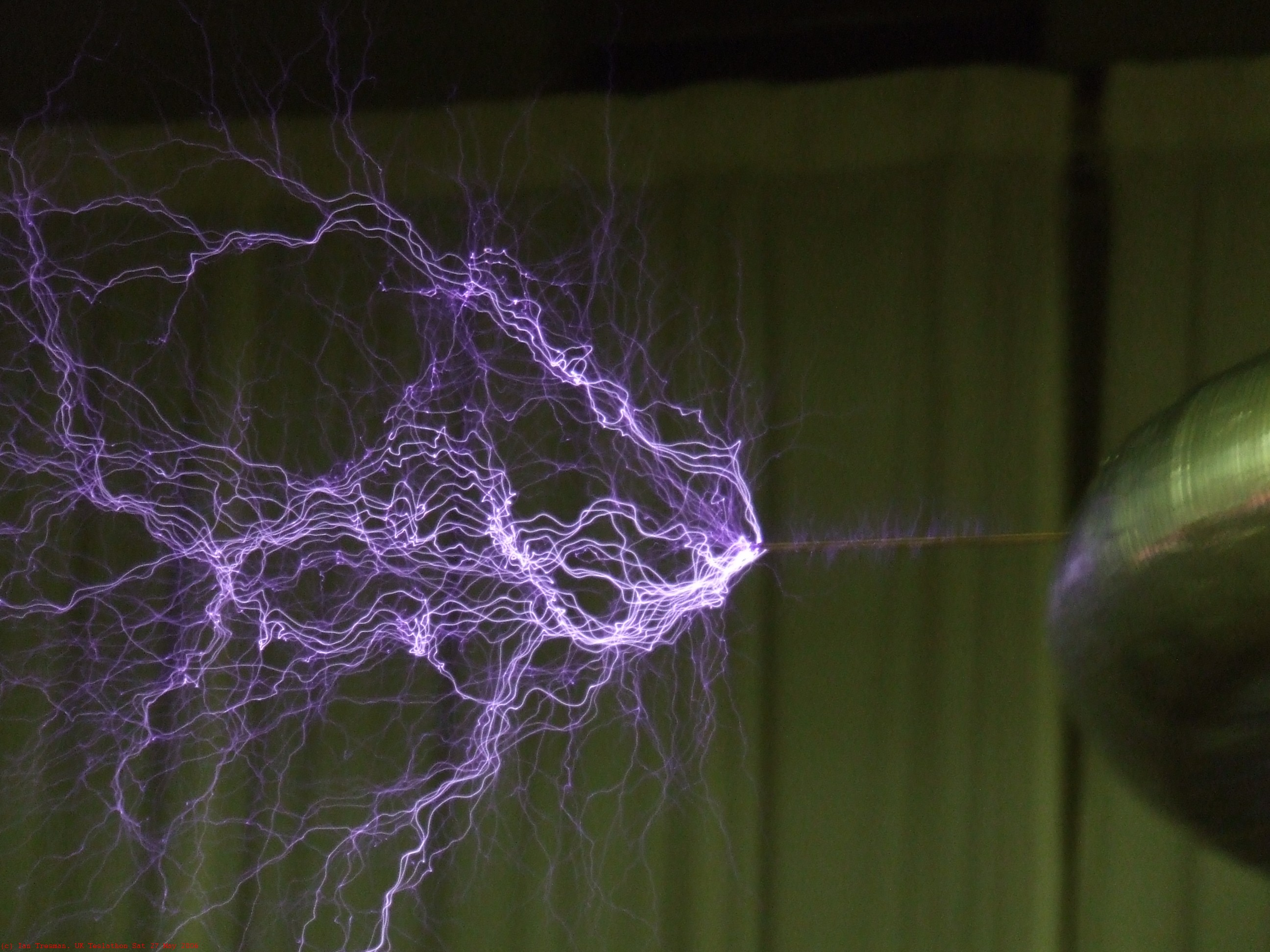
Filamenti di plasma osservati in laboratorio.

Le esplosioni nelle strutture a doppio strato vennero suggerite da Alfvén come possibile meccanismo per la generazione di raggi cosmici, lampi di raggi X e lampi di raggi gamma.
Alcuni esperimenti di laboratorio (Anthony Peratt, 1979 e anni '80) sostengono di avere osservato la formazione di galassie in miniature, dentro plasmi percorsi da correnti molto intense (sia in simulazione sia reali), riprendendo gli esperimenti di Kristian Birkeland sulla corrente e Winston H. Bostick sui plasmoidi (plasmi con campi magnetici). Peratt ha esposto la teoria e gli esperimenti anche in articoli sottoposti a revisione paritaria.
Peratt, un ex studente di Alfvén, usò le strutture e i supercomputer dei laboratori Maxwell e poi al Los Alamos National Laboratory per simulare il concetto di galassie in formazione da nuvole primordiali della filatura del plasma in un filamento magnetico, ideato da Alfvén e Fälthammar. La simulazione iniziò con due nuvole sferiche di plasma intrappolato in filamenti magnetici paralleli, ciascuno con una corrente di circa 1018 ampere. In un video creato dalla simulazione, le nuvole cominciano a ruotare, e la rotazione sul proprio asse le distorce fino a ottenere una forma a spirale. Peratt confrontò le varie fasi della sua simulazione con le forme delle galassie osservate, concludendo che erano molto simili. Inoltre, le forme di Perratt avevano curve di rotazione piatte senza invocare la presenza di materia oscura e si formavano senza buchi neri supermassicci al centro.
La simulazione di Peratt è sostanzialmente diversa dai modelli standard di formazione delle galassie che si basano sulla struttura gerarchica della formazione, da parte della gravità della materia oscura, dei superammassi, ammassi e galassie dell'universo di oggi. La grandezza e la natura di tali forme si basano su una condizione iniziale delle anisotropie primordiali visti nello spettro di potenza della radiazione cosmica di fondo. La maggior parte degli astrofisici accettano la materia oscura come un fenomeno reale e un ingrediente vitale nella formazione della struttura, che non può essere spiegata con ricorso a processi elettromagnetici. Le stime della massa degli ammassi, al netto della lente gravitazionale, che è una misura indipendente dalle curve di rotazione, indicano che c'è una grande quantità di materia oscura presente, indipendente dalle misurazioni di curve di rotazione. Queste conclusioni non sono condivise invece dai cosmologi del plasma.
A metà degli anni '80 Lerner utilizzò la filamentazione del plasma per sviluppare una spiegazione generale della struttura su larga scala dell'universo. Lerner ha concluso che la cosmologia del plasma potrebbe produrre strutture a larga scala, mentre sostenne che la cosmologia del Big Bang non permette la formazione di strutture molto grandi con il tempo limitato a disposizione dal Big Bang. Simulazioni recenti, tuttavia, mostrano un accordo di massima tra osservazioni e le simulazioni cosmologiche del modello Lambda-CDM. Molti astronomi ritengono che il raggiungimento di un accordo dettagliato tra osservazioni e simulazioni nel modello del Big Bang richiederà simulazioni migliorate della formazione delle strutture (con computer più veloci e risoluzione superiore) e una migliore comprensione teorica di come identificare vuoti e dedurre la distribuzione della materia oscura invisibile dalla distribuzione di galassie luminose.
La teoria di Lerner permette la massa di oggetti condensati, formati in funzione della densità. I filamenti magneticamente confinati inizialmente comprimono il plasma, che viene poi condensato gravitazionalmente in una distribuzione frattale di materia. Perché ciò accada, il plasma deve essere collisionale - una particella deve collidere con almeno un'altra per attraversare l'oggetto - altrimenti, le particelle continuerebbero nelle loro orbite come i pianeti del sistema solare. Questa condizione comporta la previsione di un rapporto di scala frattale in cui le strutture sono formati con densità inversamente proporzionale alle loro dimensioni. Questa relazione di scala frattale (con dimensione frattale pari a due) è una previsione chiave della cosmologia del plasma. Dieci anni fa, le misurazioni da un numero limitato di galassie sembrano indicare che un ridimensionamento frattale era possibile.

#### La radiazione cosmica
Uno degli aspetti della cosmologia del plasma è quello di prevedere una distribuzione “frattale” della materia nell'universo (cfr. cosmologia frattale). I frattali sono oggetti che hanno schemi strutturali ripetuti su scale differenti dal piccolo al grande (come nell'ipotesi dei grandi numeri di Dirac). Una distribuzione frattale della materia implica vuoti di materia negli spazi intergalattici su scala sempre più grande (come ipotizzato di recente da molti cosmologi standard con la scoperta della macchia fredda nella radiazione cosmica di fondo). Poiché la cosmologia del plasma non fa ipotesi sull'età dell'universo, non ci sono limiti sul tempo per la formazione delle strutture al suo interno. La teoria dei frattali è stata ipotizzata da molti studiosi standard, in polemica con la teoria della materia oscura e il principio cosmologico, un tempo accettato, per cui l'universo sarebbe invece leggermente anisotropo anche su grande scala, ma non abbastanza comunque da invalidare detto principio.

Mappa della radiazione cosmica di fondo, dopo la rimozione dei contributi dovuti a sorgenti locali e dell'anisotropia di dipolo, ripresa negli anni 2000 da WMAP.

Da tempo è stato osservato che la quantità di energia rilasciata nel produrre la quantità di elio-4 è la stessa della quantità di energia nel radiazione cosmica di fondo (CMB). I sostenitori della cosmologia del plasma affermano che tale corrispondenza si spiega con la nucleosintesi stellare dell'elio che libera l'energia richiesta dalle stelle nelle prime fasi della formazione delle galassie. Lerner e altri sostengono che la polvere pesante in queste galassie termalizza lo sfondo. Al fine che tale modello produca un quasi perfetto spettro di corpo nero, Lerner, Peratt e altri hanno ipotizzato indipendentemente che l'energia sia termalizzata e isotropizzata da molti e densi filamenti di plasma confinati magneticamente, che pervadono il mezzo intergalattico.
Dal momento che i filamenti ipotizzati disperderebbero la radiazione più lunga di 100 micrometri, la teoria prevede che le radiazioni più lunghe provenienti da fonti lontane sono disperse, e quindi diminuiscono più rapidamente con la distanza, di quanto non faccia la radiazione di lunghezza inferiore a 100 micrometri. Lerner conclude che tale assorbimento o diffusione è stata dimostrata confrontando le onde radio e la radiazione all'infrarosso di galassie lontane a diverse distanze: più è lontano, maggiore è l'effetto di assorbimento. Lerner suggerisce anche che questo effetto spiega il fatto ben noto del numero di sorgenti radio che diminuisce all'aumentare del redshift più rapidamente del numero delle sorgenti ottiche.
Lerner ha ulteriormente sviluppato questo modello, facendo corrispondere lo spettro del corpo nero isotropo della CMB utilizzando la frazione ad alta latitudine galattica del set di dati di COBE. A differenza del modello del big bang, non ci sono stati calcoli dello spettro del potere angolare per il confronto con i dati di WMAP o qualsiasi dato che risolve la struttura di picco dell'anisotropia della CMB.
Il modello del plasma del CMB prevede che la maggior parte della radiazione osservata provenga relativamente da distanze vicine a noi, attraverso una "nebbia radio" di filamenti, in opposizione al Big Bang. Un possibile sostegno per questa origine della radiazione è stato presentato da R. Lieu e altri, in uno studio dell'effetto Sunyaev-Zel'dovich in 31 ammassi di galassie.

#### Quasar e altri fenomeni

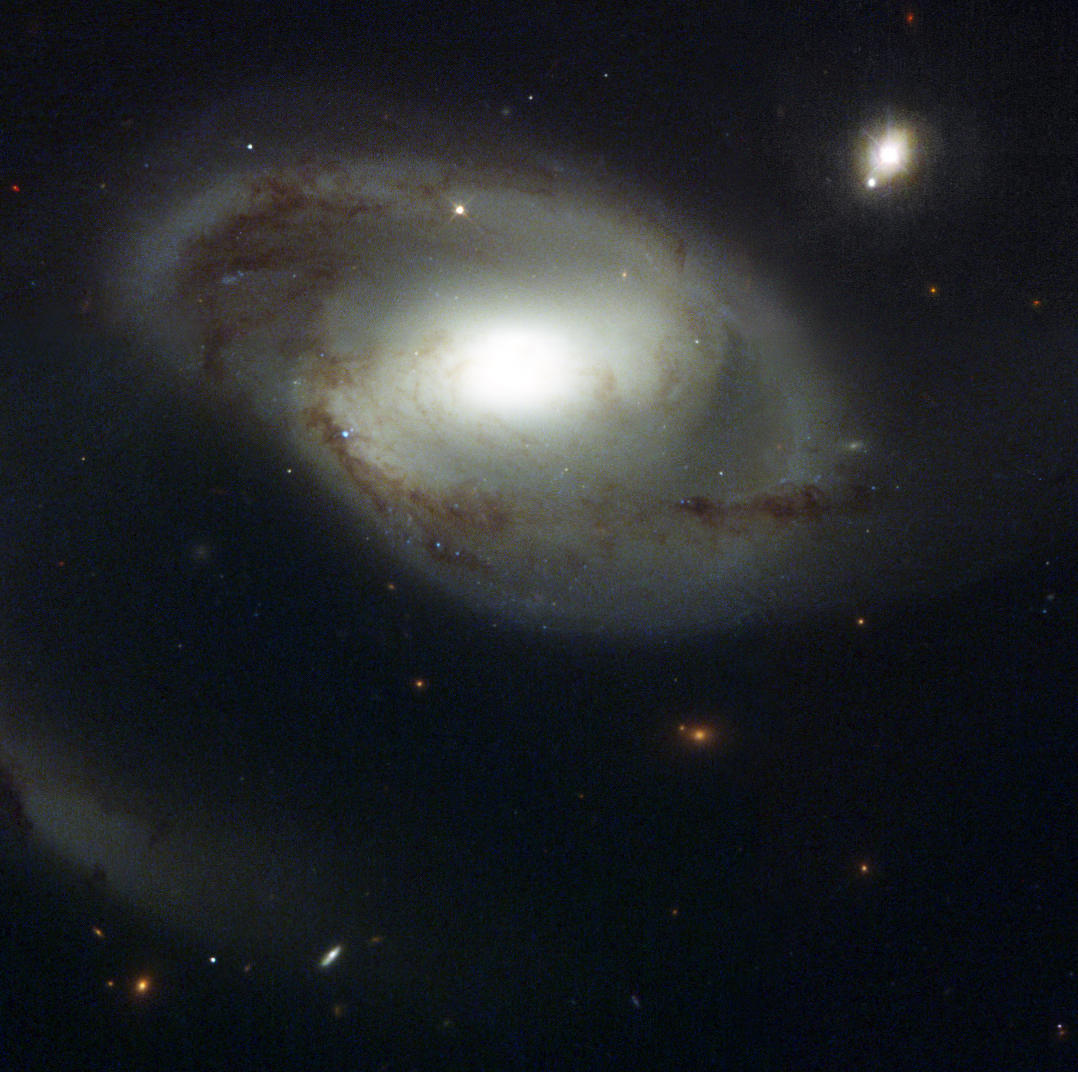
NGC 4319 e Markarian 205, una galassia e un quasar con redshift diverso e discordante, ma collegati da un "ponte di materia".

I fisici del plasma non condividono quindi l'idea che i quasar e i lampi gamma siano creati solo da un buco nero supermassiccio che elimina energia in eccesso dal proprio disco di accrescimento, oppure da stelle degeneri come le collapsar, ma li ritengono effetti visibili dell'annichilazione materia-antimateria o del decadimento dei plasmoidi. Alfvén nel 1980 sollevò dubbi sulla reale esistenza dei buchi neri (condivisi a vario titolo anche da molti sostenitori del modello standard, che hanno ipotizzato che tali corpi siano in realtà stelle nere, prive di orizzonte degli eventi e di singolarità gravitazionale). Sull'esistenza dei buchi neri stellari, la cosmologia del plasma è sostanzialmente "agnostica", ritenendoli superflui per spiegare i fenomeni del cosmo, anche se non li esclude.
A causa della rotazione e della gravità si genererebbero, negli ammassi, dei plasmoidi che mentre decadono liberano energia, proprio mentre nasce una galassia, e generando quindi un quasar.
Lerner ha sviluppato un modello al plasma di quasar in base al dispositivo di messa a fuoco del plasma di fusione denso. In questo dispositivo, convergono filamenti di forma simile a una palla a confinamento magnetico del plasma sull'asse di elettrodi cilindrici. Poiché il campo magnetico della palla, modello di plasmoide, e il decadimento generano campi elettrici enormi, vi è un fascio di ioni accelerato in una direzione e un fascio di elettroni nell'altra. Nel modello di Lerner, le correnti elettriche generate da una filamento di galassia in un campo magnetico intergalattico convergono al centro, producendo un plasmoide gigante o quasar. Questa entità metastabile, confinata dal campo magnetico della corrente che lo attraversa, genera entrambe le correnti e l'intensa radiazione osservata nei quasar e nei nuclei galattici attivi. Lerner ha confrontato nel dettaglio le previsioni di questo modello con le osservazioni dei quasar, ma le conclusioni non sono condivise dai fisici standard.

#### Ilredshift
Le annichilazioni distruggono alcune bolle di ambiplasma, e Alfvén considera ciò come una possibile spiegazione per l'espansione metrica dello spazio e la legge di Hubble e quindi per la maggioranza dei redshift cosmologici; tutto sarebbe solo una fase locale di una storia molto più grande.
Eric Lerner ha sostenuto la possibilità di una versione della teoria del redshift intrinseco. Egli riprende le spiegazioni di Alfvén, tuttavia ritiene il problema ancora aperto, ma con diverse possibili soluzioni.
Negli anni 2000 presentò a un convegno di ricerca a Monção (Portogallo), intitolato "Cosmologia in crisi", una relazione che ha sostenuto essere supportata da una corretta interpretazione delle immagini del telescopio Hubble, e che ha preso in esame la luminosità superficiale delle più distanti galassie conosciute. La teoria di Lerner prevede variazioni della luminosità dei corpi che dovrebbero essere diverse. I risultati dimostrerebbero che la teoria del Big Bang è errata, poiché le galassie più lontane sono centinaia di volte più luminose di quanto supposto e quindi l'universo non si espanderebbe.

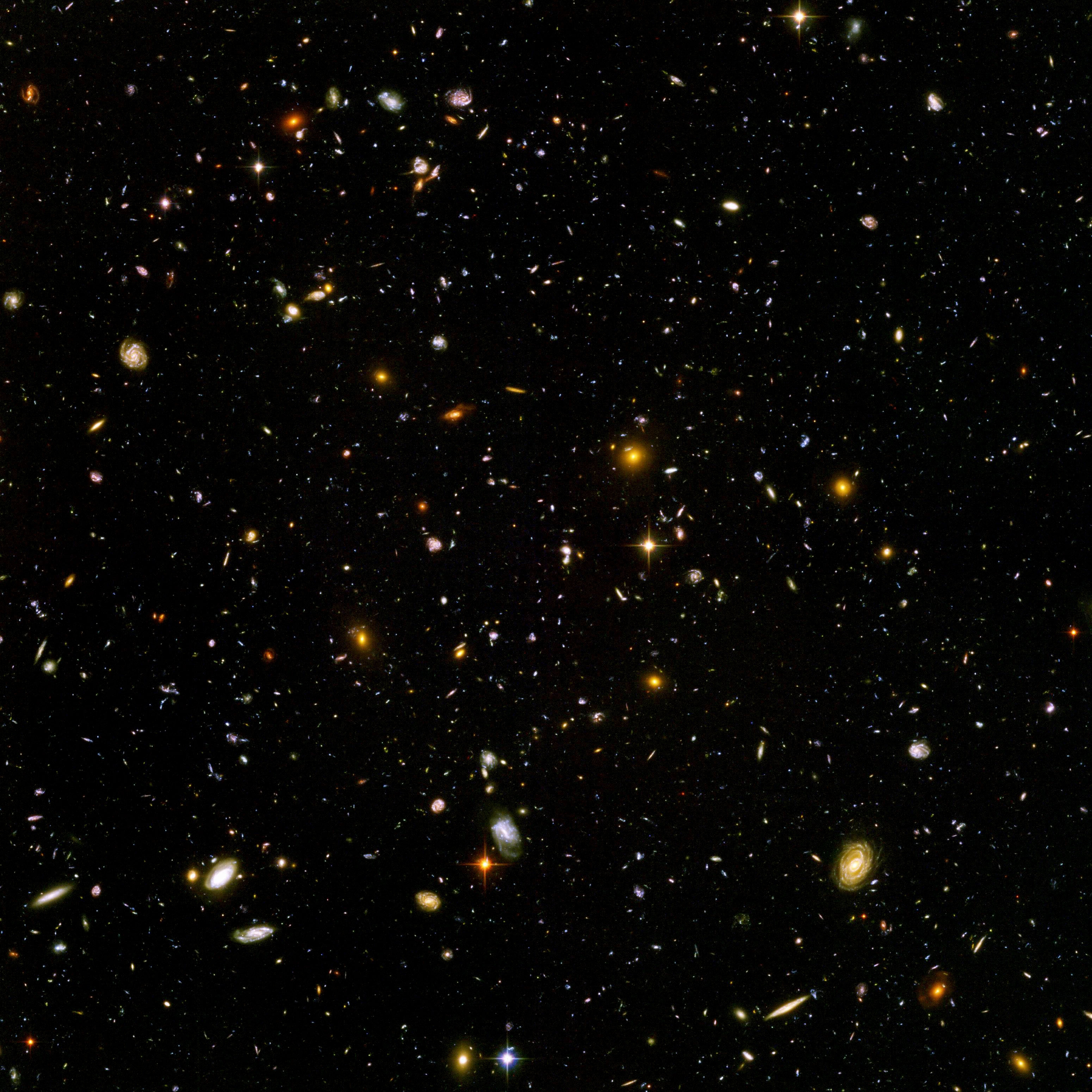
Immagine del campo profondo di Hubble.

Il redshift cosmologico è un fenomeno onnipresente che è sintetizzato dalla legge di Hubble, in cui le galassie più lontane hanno maggiori spostamenti verso il rosso. Uno dei presupposti fondamentali della cosmologia del plasma è che questa osservazione non indica un universo in espansione. In un documento del 2005, Lerner ha utilizzato dati recenti sulle galassie ad alto redshift del campo profondo di Hubble, nel tentativo di verificare le previsioni della spiegazione dell'espansione universo della legge di Hubble. Il modello del big bang predice che la luminosità superficiale apparente (luminosità per unità di superficie apparente) di galassie della stessa grandezza assoluta dovrebbe diminuire al crescere della distanza, secondo una legge di potenza specifica calcolata da Tolman. Lerner ha concluso che le osservazioni mostrano che la luminosità superficiale di galassie fino a un redshift di sei sono costanti, previste da un universo non in espansione e in netta contraddizione con il Big Bang. Lerner afferma che i tentativi di spiegare questa discrepanza dai cambiamenti nella morfologia galattica portano a previsioni di galassie che sono incredibilmente luminose e dense. I modelli standard delle galassie suggeriscono, tuttavia, che la morfologia delle galassie sia molto diversa ad alti redshift.
I risultati di Lerner non sono d'accordo con i risultati di Lubin e Sandage, che hanno eseguito test simili su una selezione di alta qualità di un basso redshift (fino a z di 0,92) delle galassie e conclusero essere coerenti con un universo in espansione. Un'altra misura dell'espansione dell'universo, la dilatazione del tempo delle curve di luce di supernova, è anche citato come prova che l'universo è in espansione. Tuttavia, Lerner sostiene sullo stesso giornale che non è questo il caso.
Mentre i sostenitori della cosmologia del plasma hanno sostenuto spiegazioni alternative della relazione di Hubble, la maggior parte dei cosmologi considerano l'universo in espansione un'evidenza schiacciante del Big Bang.

#### La nucleosintesi
La teoria delle formazione delle strutture ha permesso Lerner di calcolare la dimensione di stelle formatesi nella nascita di una galassia e quindi la quantità di elio e altri elementi leggeri che saranno generati durante la formazione delle galassie. Ciò ha portato le previsioni che un gran numero di stelle intermedie di piccola massa (da 4 a 12 masse solari) saranno generate durante le formazioni di galassie. La teoria standard dell'evoluzione stellare indica che queste stelle producono ed emettono all'ambiente grandi quantità di elio-4, ma molto poco di carbonio, azoto e ossigeno. I calcoli dei fisici del plasma, che non contenevano nessuna variabile libera, ha portato a una gamma più ampia di abbondanze previste rispetto alla nucleosintesi del Big Bang, perché un processo che si verifica in singole galassie potrebbe essere soggetto a variazioni individuali. Il valore minimo previsto è coerente con il minimo osservato nell'abbondanza dei valori di 4He. Al fine di tener conto degli importi osservati di deuterio e vari isotopi di litio, Eric Lerner ha postulato che i raggi cosmici delle primi stelle potrebbero, tramite collisioni con idrogeno già presente e altri elementi, produrre gli elementi leggeri dispersi nella nucleosintesi stellare.

## Critiche e problematiche
Nonostante il ruolo dell'elettromagnetismo sia riconosciuto nel modello standard (anche se sottovalutato fino a tempi recenti), non è mai stata dimostrata la presenza di ambiplasma, non essendo stata provata l'annichilazione materia-antimateria continua che dovrebbe dare origine a fotoni ad alta energia che non sono stati finora rilevati. 
Le poche conferme empiriche e la vicinanza alle pseudoscienze di alcuni sostenitori hanno reso poco considerata la proposta. I cosmologi del plasma, che non negano il ruolo della gravità e della fisica di Einstein, hanno preso le distanze dalle formulazioni più estreme, che vengono sovente indicate solo come universo elettrico; teorie come queste (in cui si nega la relatività generale e ogni fenomeno, come gli impatti di crateri, viene considerato residuo di attività elettrica) vengono considerate da ricercatori di fisica del plasma come Lerner, solo pseudoscienza. Uno dei sostenitori fu Immanuil Velikovskij.

I sostenitori del modello standard della cosmologia affermano che la cosmologia del plasma, come spiegata da Lerner, non esplica e non confuta i risultati osservativi della teoria del Big Bang, in particolare la radiazione di fondo (radiazione a 3 Kelvin che permea tutto l'universo e che dovrebbe essere il residuo del disaccoppiamento tra materia e radiazione avvenuto dopo il Big Bang), la formazione di idrogeno ed elio nella nucleosintesi primordiale, la recessione delle galassie (con la soluzione del paradosso di Olbers) e la legge di Hubble (espansione metrica dello spazio).

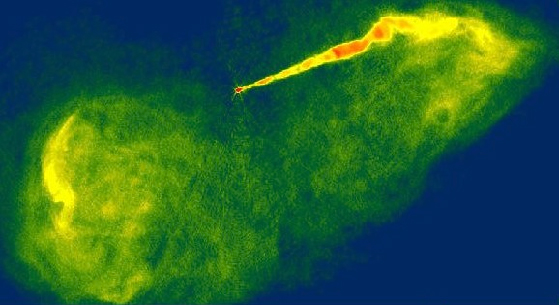
Getto di plasma dalla radiogalassia M87

La costruzione è coerente e riesce a spiegare alcuni problemi (anche grazie all'inflazione cosmica, una teoria però che stenta a trovare verifiche), come la densità dei monopoli magnetici, il problema dell'orizzonte, e l'anisotropia dell'universo su scale medie e piccole. Nonostante ciò, vi sono numerosi problemi aperti e la questione della teoria del tutto (viste le mancanze di prove della teoria delle stringhe e della gravità quantistica), nonché le possibili integrazioni del modello standard con altri modelli.
La teoria del plasma, discussa ampiamente fino alla metà degli anni '90, anche con alcune pubblicazioni specialistiche, proprio per le prove contrarie è stata sostanzialmente abbandonata dalla comunità scientifica maggioritaria, ma ogni tanto ha delle riprese, specie quando il modello standard incontra dei problemi inattesi. Tra gli anni '80 e '90 vi fu un rinnovato interesse per l'argomento all'interno della comunità cosmologica così come per altre cosmologie non standard. Ciò era dovuto ai risultati anomali segnalati nel 1987 da Andrew Lange e Paul Richardson della UC Berkeley e Toshio Matsumoto della Nagoya University che indicavano come la radiazione cosmica di fondo potesse non avere uno spettro di corpo nero.
Le prove a suo favore non sono state, però, ritenute sufficienti: il solo risultato osservato sarebbe la presenza di superstrutture galattiche spiegabili anche con altre teorie cosmologiche, compresa quella del Big Bang; il modello teorico non è abbastanza sviluppato da consentire simulazioni e predizioni e non spiega il lensing gravitazionale, spiegabile con la presenza di materia oscura. Inoltre la nucleosintesi degli elementi leggeri, senza Big Bang, dovrebbe produrre un universo con emissioni molto forti di raggi X e gamma, mai osservati. Sempre secondo i critici non spiega i risultati osservativi la radiazione di fondo e redshift osservato. Inoltre non si osservano annichilazioni materia-antimateria e, se le cariche fossero in moto in modo coerente, si dovrebbe osservare una radiazione diffusa fortemente polarizzata, almeno localmente, essendo una radiazione di sincrotrone, mentre le misure che osserviamo per la radiazione di fondo non sembrano indicarlo.
Edward L. Wright ha obiettato a Eric Lerner che:
- il modello alternativo di Lerner per la legge di Hubble è dinamicamente instabile
- il numero della densità delle radiosorgenti distanti falsifica la spiegazione di Lerner per la radiazione cosmica di fondo
- la spiegazione di Lerner sull'abbondanza di elio derivata dalla nucleosintesi stellare fallisce a causa della scarsa abbondanza di elementi pesanti osservata

Nel 1993 il cosmologo James Peebles, uno dei padri del modello standard della cosmologia, ha criticato la cosmologia del plasma, scrivendo che "non c'è nessuna possibilità che i suoi risultati possano essere coerenti con l'isotropia della radiazione cosmica di fondo e lo sfondo a raggi X". Egli disse che i modelli di Alfvén non predicono nemmeno la legge di Hubble, la nucleosintesi primordiale, o l'esistenza della radiazione cosmica di fondo. Inoltre non sono presenti grandi quantità di fotoni ad alta energia. Mentre è possibile che la Terra si trovi in una zona a prevalenza di sola materia, questa proposta non si presta comunque ai test di osservazione. Secondo Paul Davies, il problema della cosmologia del plasma è che essa violerebbe la seconda legge della termodinamica.
Halton Arp, un astronomo critico del Big Bang, ha sollevato dubbi anche sulla cosmologia del plasma come valida alternativa, in quanto anch'essa introduce entità fisiche non verificabili, anche se in misura minore. Arp ha invece convenuto sugli effetti del plasma sul redshift e sulla formazione dei quasar.

### Rapporti con la relatività generale
C'è chi sostiene che l'età finita dell'universo è una previsione generica della relatività generale per una cosmologia realistica. Tuttavia, le prove di una singolarità universale si basano su ipotesi aggiuntive, che possono o non possono essere vere. Ad esempio, Stephen Hawking e George Ellis hanno sostenuto che la generazione del fondo isotropo a microonde implica necessariamente una singolarità gravitazionale nel nostro universo, se la costante cosmologica è zero. Il loro calcolo della densità della materia, e quindi la loro conclusione si basò sul presupposto che la dispersione di Thomson è il processo più efficiente per la termalizzazione; ma in plasmi altamente magnetizzati, altri processi come l'assorbimento di sincrotrone inverso, possono essere molto più efficienti, come sottolinea Lerner nella sua teoria del fondo a microonde. Con tale assorbimento efficiente e la riemissione, la quantità di plasma necessario per termalizzare la CMB può essere di un ordine di grandezza inferiore a quella necessaria per produrre una singolarità. Le implicazioni della relatività generale per la cosmologia del plasma non sono state studiate in dettaglio, sebbene la teoria di Einstein venga accettata pienamente.

## Risposte ai critici
(Eric Lerner, Il Big Bang non c'è mai stato)
Eric Lerner ha risposto spesso alle obiezioni precise dei critici ribadendo, nelle specificità scientifiche e tramite calcoli teorici e resoconti sperimentali, la validità del modello.
Tra le più note critiche di Lerner alla teoria del Big Bang, in difesa della cosmologia del plasma:
- la densità degli elementi leggeri (idrogeno, elio, litio e deuterio) predetta dal Big Bang non sarebbe precisa (ci sarebbe meno elio e molto meno litio e deuterio di quanto ipotizzato), sebbene sia l'abbondanza di tali elementi l'unica (secondo Lerner) predizione realmente effettuata dalla teoria[73]
- le strutture a grande scala, come i superammassi, sarebbero più antiche (almeno 70 miliardi di anni per le galassie più vecchie[51], mentre le attuali stelle e molte galassie avrebbero circa 20 miliardi di anni[74]) dell'età calcolata per l'universo stesso nel Big Bang (13,8 miliardi), a meno di rilevare l'ipotetica materia oscura, mentre la teoria standard ne ha diminuito forzatamente l'età con quest'espediente, manipolando secondo lui i dati (la principale osservazione a sostegno del modello del plasma e contro il modello standard)[73] Per gli ammassi globulari (che risultavano avere 15 miliardi di anni), invece, il problema è stato risolto includendo gli effetti della massa persa a causa del vento stellare, indicando un'età molto più giovane.[75]
- vi sono troppe entità ipotetiche (necessarie nel Big Bang, per spiegare l'espansione del cosmo nonché la formazione e l'età delle strutture galattiche[73]) come la materia e l'energia oscure, e teorie che mancano di falsificabiltà come l'inflazione
- la violazione delle leggi di conservazione dell'energia e della massa, postulando il ricorso eccessivo all'energia del vuoto (fluttuazioni quantistiche, energia oscura per spiegare l'universo in accelerazione, ecc.)
- problemi con la radiazione di fondo e i superammassi
- i dati sulla luminosità superficiale
- il Big Bang ha il problema della singolarità gravitazionale, e numerosi tentativi di gravità quantistica che potrebbero risolverlo sono validi finora solo a livello teorico
- gli scienziati del modello standard considerano più importanti i calcoli matematici che le osservazioni

Secondo l'attuale modello inflazionario del Big Bang, l'universo ebbe un periodo molto breve di espansione accelerata nella prima frazione di secondo dopo il Big Bang. Questo modello fu proposto per la prima volta nel 1980 per spiegare l'uniformità della radiazione di fondo a microonde e per risolvere determinati altri problemi. Il modello stabilisce che la materia deve avere una certa densità critica e siccome la densità della materia visibile è solo una piccola parte di tale valore, i cosmologi che sostengono il Big Bang concludono che ci deve essere una quantità di materia oscura circa cento volte superiore di quella visibile. Tuttavia non ci sono evidenze osservate di tale enorme quantità. Le osservazioni della velocità alla quale le galassie ruotano e della velocità alla quale si muovono negli ammassi hanno portato la maggior parte degli astronomi a concludere che le galassie si trovano in un insieme di materia oscura, da cinque a dieci volte l'ammontare di materia visibile che contengono. Questa interpretazione è stata messa in discussione da alcuni scienziati come Lerner o Mordehai Milgrom, che hanno interpretato l'evidenza in altri modi che non richiedono l'esistenza di nessuna nuova materia fisica esotica o invisibile (materia oscura, WIMP, stringhe, ecc.) o di un multiverso per spiegare il principio antropico (teoria M e teoria delle bolle).
A suo parere tutti i risultati della cosmologia del plasma sarebbero invece più precisi. Esiste anche una teoria dello spostamento verso il rosso che coinvolge i fotoni e il plasma, senza invocare una rapida recessione delle galassie (l'espansione è solo un effetto temporaneo nella cosmologia del plasma). Questa teoria, che riguarda anche le radiosorgenti lontane, spiegherebbe anche la radiazione di fondo e il paradosso di Olbers. L'introduzione dei campi di forza dei flussi di plasma elettromagnetico chiarisce il motivo per cui i sistemi planetari e stellari siano costituiti da oggetti che percorrono orbite complanari (tranne eccezioni che presentano leggeri scostamenti dai piani orbitali). Il modello permette di descrivere e simulare la formazione ed evoluzione di corpi e fenomeni celesti mediante modelli fisico-matematici basati sulla fisica del plasma (i cui fenomeni sono riproducibili e osservabili) e non su entità astratte, la cui esistenza è provata solo attraverso il formalismo matematico.

### Documentari
- The Universe: Cosmology Quest (2004) di Eric Lerner e Randall Meyers, con Halton Arp, Andre Koch Assis, Geoffrey e Margaret Burbidge, Truls Hansen, Fred Hoyle, Martin Lopez-Corredoira, Kary B. Mullis, Jayant V. Narlikar, Jean-Claude Pecker, Anthony Peratt e Kristoffer Rypdal